# Fabio Francolini
Fabio Francolini (Cantù, 12 augustus 1986) is een Italiaanse sportman en actief als skeeleraar, marathonschaatser en langebaanschaatser. Als skeeleraar werd hij meervoudig wereldkampioen. Hij maakt sinds seizoen 2022/2023 deel uit van Team Novus.
Francolini stapte in 2012 over van het skeeleren naar het ijs om zijn droom van deelname aan Olympische Winterspelen te kunnen realiseren. Hij sloot zich aan bij Jinstal-Radson onder leiding van Jeroen de Vries. Hierna sloot hij zich aan bij AB Transport Group. In de aanloop naar de Olympische Winterspelen van 2018 werd hij in 2017 geveld door twee auto-immuunziektes waaronder coeliakie, een chronische darmaandoening. In 2022 maakte Francolini zijn comeback. Op de langebaan is hij de vrijwel eerste schaatser die zich volledig richt op de massastart. De klassieke afstanden rijdt hij zelden en daarop levert hij evenmin opzienbarende prestaties. Op de massastart behoort de Italiaan echter tot de absolute wereldtop.

## Persoonlijke records
| Afstand      | Tijd     | Datum            | Baan            |
| ------------ | -------- | ---------------- | --------------- |
| 500 meter    | 38,34    | 30 december 2011 | Collalbo        |
| 1000 meter   | 1.15,14  | 15 januari 2012  | Collalbo        |
| 1500 meter   | 1.54,92  | 27 december 2015 | Baselga di Pinè |
| 3000 meter   | 4.05,03  | 13 november 2011 | Baselga di Pinè |
| 5000 meter   | 6.28,81  | 7 november 2015  | Calgary         |
| 10.000 meter | 13.41,32 | 27 november 2015 | Salt Lake City  |

## Resultaten
| Jaar | WK Afstanden   | Wereldbeker            |
| ---- | -------------- | ---------------------- |
| 2015 | massastart     | 23e massastart         |
| 2016 | 4e massastart  | 0p 5k/10k · massastart |
| 2017 | 10e massastart | 10e massastart         |
|      |                |                        |
| 2022 |                | 53e massastart         |